# 44-й Київський міжнародний кінофестиваль «Молодість»
44-й щорічний Київський міжнародний кінофестиваль «Молодість» проходив у Києві з 25 жовтня по 2 листопада 2014 року. Фільм «Три серця» режисера Бенуа Жако був обраний фільмом відкриття. Покази «Молодості-44» йшли в кінотеатрах «Київ», «Жовтень», «Кінопанорама», «Kronverk Cinema Sky Mall» та на кіностудії Film.ua.

## Час проведення
9 жовтня 2014 року на прес-конференції було представлено список учасників Національного короткометражного конкурсу.
1 листопада 2014 року під час церемонії закриття у кінотеатрі «Київ» відбулось нагородження фільмів-переможців фестивалю.

## Журі

### Міжнародний конкурс
Наступні люди увійшли до складу журі Міжнародного конкурсу

### Національний конкурс
Наступні люди увійшли до складу журі Національного конкурсу:
- Людмила Горделадзе, директор кінотеатру «Жовтень»
- Олег Батурин, журналіст

### «Сонячний зайчик»
Наступні люди увійшли до складу журі ЛГБТ-конкурсу «Сонячний зайчик»

### Екуменічне журі
Наступні люди увійшли до складу Екуменічного журі

### Міжнародна федерація кінопреси (ФІПРЕССІ)
Наступні люди увійшли до складу журі Міжнародної федерації кінопреси (ФІПРЕССІ)

## Конкурсна програма
Програма фестивалю була представлена понад 220 фільмами з 47 країн. Вона традиційно складалася з трьох блоків міжнародного конкурсу: студентські фільми, короткометражні фільми, повнометражні фільми та також Національного конкурсу, Міжнародного конкурсу «Молодість — дітям» та Міжнародного конкурсу «Сонячний зайчик». До шорт-листа Національного конкурсу було відібрано 31 стрічку.

### Міжнародний конкурс

#### Повнометражний конкурс
Фільми, відібрані до Повнометражного конкурсу:
| Українська назва                           | Оригінальна назва                   | Режисер(и)                       | Країна виробництва | Тривалість |
| ------------------------------------------ | ----------------------------------- | -------------------------------- | ------------------ | ---------- |
| «Брати. Остання сповідь»                   | Brothers. The Final Confession      | Вікторія Трофименко              | Україна            | 120'       |
| «Вікторія: розповідь про чесноту і жадобу» | Viktoria: A Tale of Grace and Greed | Мен Ларейда                      | Швейцарія Угорщина | 88'        |
| «Десь там»                                 | Anderswo                            | Естер Амрамі                     | Німеччина          | 90'        |
| «Діфрет»                                   | Difret                              | Зересенай Бергане Мегарі         | Ефіопія США        | 99'        |
| «Клас корекції»                            | Correction Class                    | Іван І. Твєрдовський             | Росія Німеччина    | 98'        |
| «Країна бур»                               | Land of Storms                      | Адам Часі                        | Угорщина Німеччина | 105'       |
| «Макондо»                                  | Macondo                             | Судабег Мортезаі                 | Австрія            | 98'        |
| «Наречені»                                 | Brides                              | Тінатін Каджрішвілі              | Грузія Франція     | 94'        |
| «Суд»                                      | Court                               | Чайтанья Тамгані                 | Індія              | 116'       |
| «Урок»                                     | The Lesson                          | Крістіна Ґрозева, Петар Валчанов | Болгарія Греція    | 105'       |
| «Форт Б'юкенен»                            | Fort Buchanan                       | Бенджамін Кротті                 | Франція Туніс      | 65'        |
| «Я залишуся з тобою»                       | I Stay With You                     | Артеміо Нарро                    | Мексика            | 99'        |

### Національний конкурс
Наступні українські короткометражні фільми (ігрові, документальні, анімаційні; тривалістю до 45 хвилин) було відібрано до Національного конкурсу:
| Фільм                                  | Режисер(и)               | Рік  |
| -------------------------------------- | ------------------------ | ---- |
| «May Be»                               | Наталя Давиденко         | 2014 |
| «Mohamed Tomescu»                      | Олеся Бортняк            | 2013 |
| «Passion»                              | Христина П'ятаченко      | 2014 |
| «Seni sevem»                           | Наріман Алієв            | 2014 |
| «Апофеоз»                              | Ілля Макаренко           | 2014 |
| «Бекендор»                             | Анастасія Харченко       | 2013 |
| «Вигадка»                              | Катерина Чепік           | 2013 |
| «Вперед діти Вітчизни. Сповідь»        | Галина Лаврінець         | 2014 |
| «Вчитель німецької»                    | Павло Мащенко            | 2013 |
| «Голос»                                | Дмитро Дибін             | 2014 |
| «Данина»                               | Тетяна Войтович          | 2014 |
| «Дівчинка з риб'ячим хвостом»          | Сергій Мельниченко       | 2013 |
| «Жуйка»                                | Ольга Макарчук           | 2013 |
| «Затичка»                              | Сія Тітова               | 2013 |
| «Зелений Вітер»                        | Кирило Жаровський        | 2014 |
| «Зустріч»                              | Владислав Робський       | 2013 |
| «Іподром»                              | Корній Грицюк            | 2014 |
| «Козацькі байки»                       | Антон Жадько             | 2013 |
| «Крамниця співочих пташок»             | Анатолій Лавренішин      | 2013 |
| «Морський закал»                       | Дмитро Сухолиткий-Собчук | 2014 |
| «Не вбивай»                            | Олексій Стрілець         | 2013 |
| «Ніжність»                             | Анастасія Максимчук      | 2014 |
| «Обличчя»                              | Нікон Романченко         | 2014 |
| «Під повіками»                         | Олексій Скачков          | 2014 |
| «Прості речі»                          | Олександр Ратій          | 2014 |
| «Птах кольору ультрамарин»             | Ілля Ноябрьов            | 2014 |
| «Равлики»                              | Марина Врода             | 2014 |
| «Стіна»                                | Дмитро Бондарчук         | 2013 |
| "Тетяна Боровик, спектакль «Лускунчик» | Олексій Стрілець         | 2014 |
| «Щасливі не стежать за часом»          | Ярослав Балло            | 2014 |
| «Я тебе знаю»                          | Марія Пономарьова        | 2014 |

## Позаконкурсна програма
Позаконкурсна програма була представлена добірками франкомовного та німецькомовного кіно, Скандинавською панорамою та Словацьким фокусом, ретроспективами у «Столітті великих» та In Memoriam. Відбулося шість українських прем'єр. Фільми на гострі суспільно-політичні теми були представлені у категоріях «Кіно морального неспокою» та «Україна: Нові реалії». Програма Фестиваль фестивалів цьогоріч складалася з фільмів-переможців МКФ у Карлових Варах, Каннах, Роттердамі, Берліні.
| Програма                  | Фільм                     | Оригінальна назва               | Режисер(и) | Країна(-и) | Рік                               | Примітки |
| ------------------------- | ------------------------- | ------------------------------- | ---------- | ---------- | --------------------------------- | -------- |
| Українські прем'єри       |                           |                                 |            |            |                                   |          |
| «До побачення, сінефіли!» | «До побачення, сінефіли!» | Станіслав Битюцький             | Україна    | 2014       |                                   |          |
| «Жива ватра»              | «Жива ватра»              | Остап Костюк                    | Україна    | 2014       | (показ призначений на 29.10.2014) |          |
| «Милі мої українці»       | «Милі мої українці»       | Олександр Жовна                 | Україна    | 2014       | [ 8 ]                             |          |
| «Сестра Зо»               | «Сестра Зо»               | Аліса Коваленко, Любов Дуракова | Україна    | 2014       | (показ призначений на 27.10.2014) |          |
| «Це я»                    | «Це я»                    | Анна Акулевич                   | Україна    | 2014       | (показ призначений на 26.10.2014) |          |

## Нагороди
Нагороди були розподілені таким чином:

### Офіційні нагороди
Гран-прі «Скіфський олень» та сертифікат на $10 000
- «Десь там», реж. Естер Амрамі /  Німеччина

Повнометражний конкурс
- «Скіфський олень» за найкращий повнометражний фільм та сертифікат на $ 2 500 — «Клас корекції» , реж. Іван І. Твєрдовський/  Росія,  Німеччина
- Спеціальна відзнака журі:
  - «Діфрет» , реж. Зересенай Бергане Мегарі /  Ефіопія,  США
  - «Суд» , реж. Чайтанья Тамгані /  Індія

Короткометражний конкурс
- «Скіфський олень» за найкращий короткометражний фільм та сертифікат на $ 2 500 — «Плоть і кров», реж. Федеріко Ескуерро /  Аргентина
- Спеціальна відзнака — «Вигадка», реж. Катерина Чепік /  Україна

Студентський конкурс
- «Скіфський олень» за найкращий студентський фільм та сертифікат на $ 2 500 — «Берлінська тройка», реж. Андрій Гончаров /  Німеччина
- Спеціальна відзнака — «Шлюбні розмови», реж. Ґільберто Ґонзалес Пенія /  Мексика,  США

Національний конкурс
- «Скіфський олень» за найкращий український фільм та сертифікат на $ 2 500 — «Обличчя», реж. Нікон Романченко
- Спеціальні відзнаки Національного конкурсу:
  - Диплом журі «За творчу сміливість у дослідженні реальності» — «Равлики», реж. Марина Врода
  - Диплом журі «За вміння простими засобами створити глибокий образ» — «Прості речі», реж. Олександр Ратій

«Молодість — дітям»
- Найкращий фільм — «Чорні брати» , реж. Ксав'є Коллер /  Німеччина,  Швейцарія
- Спеціальний диплом — «Дурниці» , реж. Файт Гелмер /  Німеччина

«Сонячний зайчик»
- Приз за найкращий фільм — «Усе ламається» , реж. Естер Мартін Берґсмарк /  Швеція
- Спеціальні дипломи:
  - «Форт Б'юкенен» , реж. Бенджамін Кротті /  Франція,  Туніс
  - «Зухвала», реж. Деніел Сіклс, Антоніо Сантіні /  Пуерто-Рико

Почесні нагороди
- «Скіфський олень» за внесок у світове кіномистецтво — Ельдар Шенгелая[10]

### Незалежні нагороди
Приз ФІПРЕССІ
- "Урок ", реж. Крістіна Ґрозева, Петар Валчанов /  Болгарія,  Греція

Приз екуменічного журі
- Приз за найкращий короткометражний ігровий фільм — «Востаннє в Парижі», реж. Руперт Гьоллер /  Австрія
- Приз за найкращий повнометражний ігровий фільм — «Діфрет» , реж. Зересенай Бергане Мегарі /  Ефіопія
- Спеціальна відзнака — Диплом за повнометражний ігровий фільм — «Десь там», реж. Естер Амрамі /  Німеччина

Приз глядацьких симпатій
- Найкращий фільм Повнометражного конкурсу — «Десь там», реж. Естер Амрамі /  Німеччина
- Найкращий фільм Студентського конкурсу — «Батьківська вантажівка», реж. Маурісіо Осакі /  Бразилія
- Найкращий фільм Короткометражного конкурсу — «Пункт допомоги», реж. Ендрю Марґетсон /  Велика Британія
- Найкращий фільм Національного конкурсу — «Дівчинка з риб'ячим хвостом», реж. Сергій Мельниченко /  Україна